# Macarostola rosacea
Macarostola rosacea är en fjärilsart som först beskrevs av Turner 1940.  Macarostola rosacea ingår i släktet Macarostola och familjen styltmalar. Inga underarter finns listade i Catalogue of Life.